# Элмсли, Джеймс
Дже́ймс Га́рольд Э́лмсли, KCB, KCMG, DSO (англ. James Harold Elmsley; 13 октября 1878 года, Торонто — 3 января 1954 года) — канадский военный деятель, генерал-майор. Впервые получил известность как командир полка Канадской лёгкой кавалерии в составе Канадских экспедиционных сил во время Первой мировой войны (1916). Позднее командовал 8-й канадской пехотной бригадой (1916—1918). Однако наиболее известен как командующий Канадским Сибирским экспедиционным корпусом во время иностранной военной интервенции в Россию (1918—1919).

## Ранние годы жизни
Джеймс Элмсли родился в Торонто в 1878 году. Он был правнуком Джона Элмсли — канадского юриста и политика, одного из наиболее влиятельных людей Канады на рубеже XVIII—XIX веков, который занимал посты Главного судьи Верхней Канады (1796—1802) и Главного судьи Нижней Канады (1802—1805). Получил начальное образование в Торонто, затем учился в Англии — в колледже кардинала Ньюмена в Бирмингеме и в Ораторской школе в Эджбастоне. С раннего детства проявлял интерес к лошадям; в 1899 году, после возвращения в Торонто из Англии, он выиграл приз за лучшую верховую езду на Торонтской выставке.

## Военная карьера

### Начало военной службы. Вторая англо-бурская война
В юности Элмсли вступил в ряды Канадской милиции, где получил временное звание второго лейтенанта и зачислен в ряды Охраны генерал-губернатора. Вскоре после этого он был переведён в ряды Королевских канадских драгун. Во время Второй англо-бурской войны он воевал в рядах Канадских конных стрелков, был адъютантом генерал-майора Эдварда Хаттона, командира 1-й Конно-стрелковой бригады.
В 1898 году Элмсли получил звание первого лейтенанта; в этом звани участвовал в нескольких сражениях англо-бурской войны. В битве при Лелифонтейне (ноябрь 1900 года) он был ранен в сердце; жизнь будущему генералу спас его сослуживец, сумевший вовремя доставить его на станцию первой помощи. После ранения Элмсли был вынужден вернуться в Канаду. В 1902 году он вновь отправился в Южную Африку, однако в том же году вернулся на родину из-за подписания мирного договора между англичанами и бурами.
За участие в англо-бурской войне Элмсли был удостоен следующих наград:
|  | Южноафриканская медаль Королевы (шестикратно) | 1900 |
|  | Южноафриканская медаль Короля (трёхкратно)    | 1902 |

### Служба в межвоенный период
После окончания англо-бурской войны Элмсли был назначен адъютантом лейтенант-губернатора Онтарио Оливера Моуата.  Вскоре он стал членом Торонтского клуба охоты и поло, где прослыл заядлым игроком в поло, а также членом Торонтского клуба . В 1908 году Элмсли женился — его избранницей стала Атол Болтон (англ. Athol Boulton).
Тем временем военная карьера Элмсли шла в гору. Он по-прежнему служил в частях Королевских канадских драгун: в 1905 году он получил звание капитана, а в 1907 году — майора. В 1906 году некоторое время служил в Британской армии в Индии. В 1913 году он окончил Штабной колледж в Кемберли.

### Служба в Канадских экспедиционных силах
В октябре 1914 года Элмсли был заместителем командира части Королевских канадских драгун, отправленной на Западный фронт в составе Канадских экспедиционных сил. В 1915 году он был переведён в штаб 1-й Канадской дивизии, позже стал бригадир-майором (начальником штаба) 8-й канадской пехотной бригады. В 1916 году он был назначен командиром полка Канадской лёгкой кавалерии, однако вскоре вернулся в  8-ю канадскую пехотную бригаду. Командующий Канадскими экспедиционными силами генерал Артур Карри высоко ценил Элмсли, отзываясь о нём как об «одном из самых ценных офицеров моего корпуса».
В апреле 1918 году Карри освободил своего подчинённого от командования в связи с плохим состоянием здоровья Элмсли, который к этому времени действительно имел большие проблемы со здоровьем. По решению медкомиссии ему был предоставлен длительный отпуск в Англии и медкомиссия предоставляется удлинённый отпуск для него, чтобы отдохнуть в Англии. Наиболее вероятной причиной ухудшения здоровья Элмсли был его конфликт с Джорджем Эдвардом Бернардом Сили — командиром Канадской кавалерийской бригады, в состав которой входил полк Канадской лёгкой кавалерии. Однако медкомиссия отметила, что болезнь военачальника может быть следствием его тяжёлого ранения во время англо-бурской войны.
За участие в Первой мировой войне в составе Канадских экспедиционных сил Элмсли получил следующие награды:
|  | Рыцарь-командор ордена Бани                     | 1918 |
|  | Рыцарь-командор ордена Святых Михаила и Георгия | 1917 |
|  | Орден «За выдающиеся заслуги»                   | 1916 |
|  | Военный крест (Бельгия)                         | 1918 |

Кроме того, он удостоился пяти упоминаний в донесениях.

### Канадская Сибирская экспедиция
В августе 1918 года Элмсли, который всё же был признан медкомиссией годным к военной службе, был назначен командующим Канадского Сибирского экспедиционного корпуса — частей канадской армии, посланных в Россию в рамках интервенции стран Антанты. В конце октября 1918 года части корпуса прибыли во Владивосток. Формально Элмсли подчинялись не только канадские, но и все британские войска, размещённые в Приморье, а формальным начальником генерала стал Отани Кикудзо, главнокомандующий войсками японских интервентов и формальных командующий всеми силами интервентов на российском Дальнем Востоке. Фактически, однако, Элмсли во-первых, имел власть только над собственно канадскими частями, а во-вторых — имел значительную независимость от Отани, подчиняясь министру милиции и обороны Канады Сидни Мьюберну и премьер-министру Роберту Бордену.
Находясь в России, Элмсли столкнулся с недружелюбием и подозрительностью, проявляемым военнослужащими разных стран Антанты друг к другу. В письме к Мьюберну он так описывал это:

Ситуация, в общем, необычная. С первого взгляда обращаешь внимание на то, что здесь никто никому не доверяет — особенно чувствуется недоверие [со стороны других союзников] к японцам. Американцы и японцы не могут найти общий язык. Французы очень внимательно следят за англичанами, а русских, похоже, совсем не волнуют интересы своей страны — по крайней мере пока у них есть возможность всю ночь развлекаться с женщинами, пить водку и играть в карты. Из всех союзников чехи кажутся единственной честной и добросовестной нацией.
Оригинальный текст (англ.)
The general situation here is an extraordinary one — at first glance one assumes that everyone distrusts everyone else — the Japs being distrusted more than anyone else. Americans and Japs don't hit it off. The French keep a very close eye on the British, and the Russians as a whole appear to be indifferent of their country's needs, so long as they can keep their women, have their vodka, and play cards all night until daylight. The Czechs appear to be the only honest and conscientious party among the Allies.

Во время пребывания в России у Элмсли произошёл конфликт с генерал-майором Альфредом Ноксом, главой британской военной миссии, на которого была возложена задача по координации действий между британцами и канадцами в России. Инструкции, которые получил Элмсли перед отправкой в России, предусматривали, что в военных вопросах он будет действовать через Нокса, а в политических — через верховного комиссара Великобритании в Омске Чарльза Элиота. Отношения между ними были крайне напряжёнными, и Элмсли, игнорируя полученные инструкции, часто действовал в обход Нокса.
Учитывая напряжённые отношения между Японией и другими союзниками, Элмсли сообщил британскому Военному ведомству, что в случае вооружённого конфликта между Американским экспедиционным корпусом и Императорской армии Японии канадцы выступят на стороне первого. Этот поступок являлся нарушением субординации, на которое Элмсли пошёл из-за конфликта с Ноксом: при соблюдении субординации он должен был обратиться сначала к Ноксу, затем — к премьер-министру Бордену, и лишь затем — в британское Военное ведомство. После этого Борден, не желавший втягивания канадского корпуса в новый конфликт, начал настаивать на выводе канадских войск из России. Премьер-министр Великобритании Дэвид Ллойд Джордж сначала попросил Бордена повременить с выводом войск, но затем всё же дал согласие на их вывод.
Военнослужащие Канадского Сибирского экспедиционного корпуса не участвовали в боевых действиях Гражданской войны, занимаясь лишь охраной военных объектов и патрульно-постовой службой, а также служа в качестве охраны поездов с военным снаряжением. Также канадцы использовались как административный персонал: 55 военнослужащих канадского корпуса были отправлены в Омск, где служили в штабе двух расквартированных там британских батальноов. Лишь в апреле 1919 года для канадцев обозначилась возможность участия в боях, когда рота 259-го батальона канадских стрелков была направлена в Шкотово, чтобы отбить нападение партизан; это было сделано по приказу Отани, тогда как приказ, полученный из Оттавы, предписывал канадцам не вмешиваться. В итоге партизанам удалось уйти от столкновения. Сам Элмсли тяжело переживал вышеописанную ситуацию — ему не нравилось, что канадцы участвовали в интервенции лишь на вторых ролях.
В мае 1919 года завершился вывод канадских войск из России; вместе с ними в Канаду вернулся и Элмсли.
Во время Канадской Сибирской экспедиции Элмсли был удостоен следующих наград:
|  | Военный крест (Чехословакия)                    | 1920 |
|  | Орден Священного сокровища 2-й степени (Япония) | 1921 |

### Последние годы жизни
В 1920—1922 годах Элмсли был генерал-адъютантом Канадской милиции. Затем он командовал несколькими военными округами. В ноябре 1929 года вышел на пенсию. Умер в Торонто в январе 1954 года.